# Bataille de San Pietro
Pour les articles homonymes, voir Bataille de Parme et Crocetta.
Guerre de Succession de Pologne
Batailles
- Kehl
- Pizzighettone
- Dantzig
- Bitonto
- Trarbach
- Colorno
- San Pietro
- Philippsbourg
- Gaète
- Capoue (en)
- Guastalla
- Clausen

La bataille de San Pietro appelée aussi bataille de Parme ou bataille de la Crocetta eut lieu le 29 juin 1734 et opposa les troupes franco-sardes et les forces autrichiennes à proximité de la ville de Parme au lieu-dit la Crocetta. La bataille acharnée dura toute la journée et finit par le départ des troupes autrichiennes qui devaient déplorer la perte de quatre généraux et du maréchal Claude Florimond de Mercy. Cette bataille ne fut pas considérée comme une victoire franche des Français et la bataille de Guastalla confronta de nouveau les deux armées le 19 septembre 1734.

## Le commandement
Pour les Français, l'expédition était commandée par le maréchal de Villars qui devait mourir le 17 juin 1734 à l'âge de quatre-vingt un ans. Ce sont donc les maréchaux de Broglie et de Coigny qui assumèrent le commandement des troupes alors que les troupes sardes étaient commandées par Charles-Emmanuel III de Sardaigne. Celui-ci quitta ses troupes car son épouse Polissena (Polyxène Christine de Hesse-Rheinfels-Rotenbourg) était malade et les maréchaux français avaient pris l'engagement de ne pas lancer les hostilités en son absence, il sera absent de la bataille.
Pour les Autrichiens, les impériaux, l'expédition était commandée par le maréchal Claude Florimond de Mercy assisté du prince Frédéric-Louis de Wurtemberg. Les préparatifs de l'expédition furent très longs et provoquèrent des désaccords importants entre les deux officiers supérieurs ce qui ne fut pas sans conséquence sur la suite des évènements.

## Les raisons de cette bataille
Les armées franco-sardes s’approprièrent presque toutes les possessions autrichiennes en Italie du nord à l'exception de Mantoue en raison de leurs maigres garnisons. Le 3 février 1734, le château de Tortone tomba en dernier, alors que la majeure partie des troupes s’était dispersée dans leurs quartiers d'hiver.
Au début du printemps, les opérations militaires se déplacèrent de la gauche à la droite du Pô car les Autrichiens reprirent l'offensive en visant Parme. Il appartenait à Charles-Emmanuel III et son armée, toujours inquiet de voir menacer la Lombardie reconquise, de défendre cette région depuis le départ de Charles Ier Bourbon, duc de Parme.

## Le mois de mai
Entre le 1er mai et le 2 mai, les Autrichiens, avec deux ponts improvisés à Portole et à San Benedetto Po, (à l'est de l'Autoroute A 22) firent passer la majeure partie de leurs troupes. Les troupes françaises réparties le long du Pô pour empêcher ce mouvement s'en aperçurent seulement quand il fut réalisé et ils se retirèrent en désordre pendant que les impériaux purent occuper sans opposition tout le terrain jusqu'à la rivière Enza.
Les évènements qui conduisirent à la bataille de Parme se résument comme suit : la cavalerie franco-sarde du Pô situé à hauteur de la Sacca, où avaient été mis en œuvre leurs ponts, avancèrent par leur droite vers Parme. Les Autrichiens essayèrent de rompre cette ligne à Colorno, et ne réussissant pas, ils contournèrent Parme par le sud ; les alliés allèrent à leur rencontre et la bataille eut lieu, deux mois plus tard.

## Deux mois d'attente

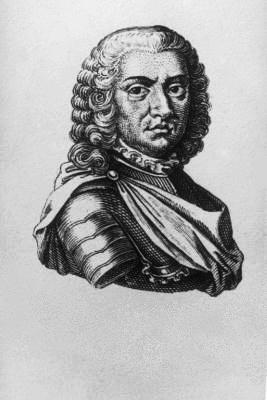
Claude Florimond de Mercy

Le maréchal de Mercy souffrait d’apoplexie qui lui enlevait pour quelque temps la vue et la parole. Il devait donc laisser, pendant sa convalescence, le commandement au prince de Wurtemberg. Ainsi, à chaque période de maladie du général en chef, correspondait une période de ralentissement des opérations. Durant le mois de juin, des changements de commandement et des attaques de bourgades, qui donnèrent lieu a des saccages parfois freinés par des contre-offensives des franco-sardes, s'alternèrent.

## La bataille
Le 29 juin à trois heures du matin, l'armée franco-sarde s'était mise en marche. L'infanterie, composée de cinquante-deux compagnies de grenadiers, empruntait la route de Colorno à Parme, avec en tête le maréchal de Broglie alors que les cavaliers et les dragons empruntaient une route étroite passant par le chemin du bois de Cornocchio. La colonne d'infanterie arrivée sur le glacis de Parme vers sept heures, longea les murs de la ville, prit la route de Plaisance et fit halte à l’auberge de la Crocetta. À mesure que le reste de l’infanterie arrivait, les troupes étaient rangées en ordre de bataille dans la prairie de Cornocchio sur trois lignes, l’infanterie piémontaise formant la quatrième ligne.
Le comte de Mercy fit passer le canal du Taro à l'avant-garde : derrière, les autres troupes suivaient et s'engagèrent par de petits chemins entre les champs. Les grenadiers des impériaux qui formaient l'avant-garde se montrèrent sur les coups de dix heures et firent feu sur le poste avancé des quatre compagnies de grenadiers français qui, ensuite, se retirèrent à travers champs, et le feu cessa. Mercy ordonna au prince de Wurtemberg, qui commandait les premières troupes d’attaquer sans tarder : le prince objecta qu'il devait d'abord aligner les troupes, Mercy finit par se mettre lui-même à la tête de quelques troupes et il se jeta dans la bataille.
À treize heures, les troupes françaises furent repoussées. C'est au cours de cet engagement que Mercy fut tué. Il s'ensuivit une grande confusion avant que les troupes impériales ne se ressaisissent et résistent vaillamment aux troupes franco-sardes.
Le combat fut acharné de part et d'autre, il dura neuf heures, il fut très vif de midi jusqu'à dix-neuf heures et fort ralenti depuis dix-neuf heures jusqu'à vingt-et-une heures.
Les canons cessèrent de tirer et l’armée impériale commença à se retirer par le chemin de Valera. De gros détachements qu'ils avaient placés derrière les haies à mi-chemin entre la route de Plaisance et le chemin du Milieu entretinrent le feu jusqu'à vingt-deux heures, ce qui permit la retraite des impériaux, qui abandonnèrent leurs blessés et leurs morts sur le champ de bataille. C’est à minuit que la bataille fut considérée comme terminée.
Les troupes autrichiennes se réfugièrent dans l'actuelle province de Reggio Emilia, le prince de Wurtenberg trouvant refuge dans le château de Montechiarugolo où il rédigea le compte-rendu de la bataille pour l'empereur.

Plans de la bataille dont certains annotés en français
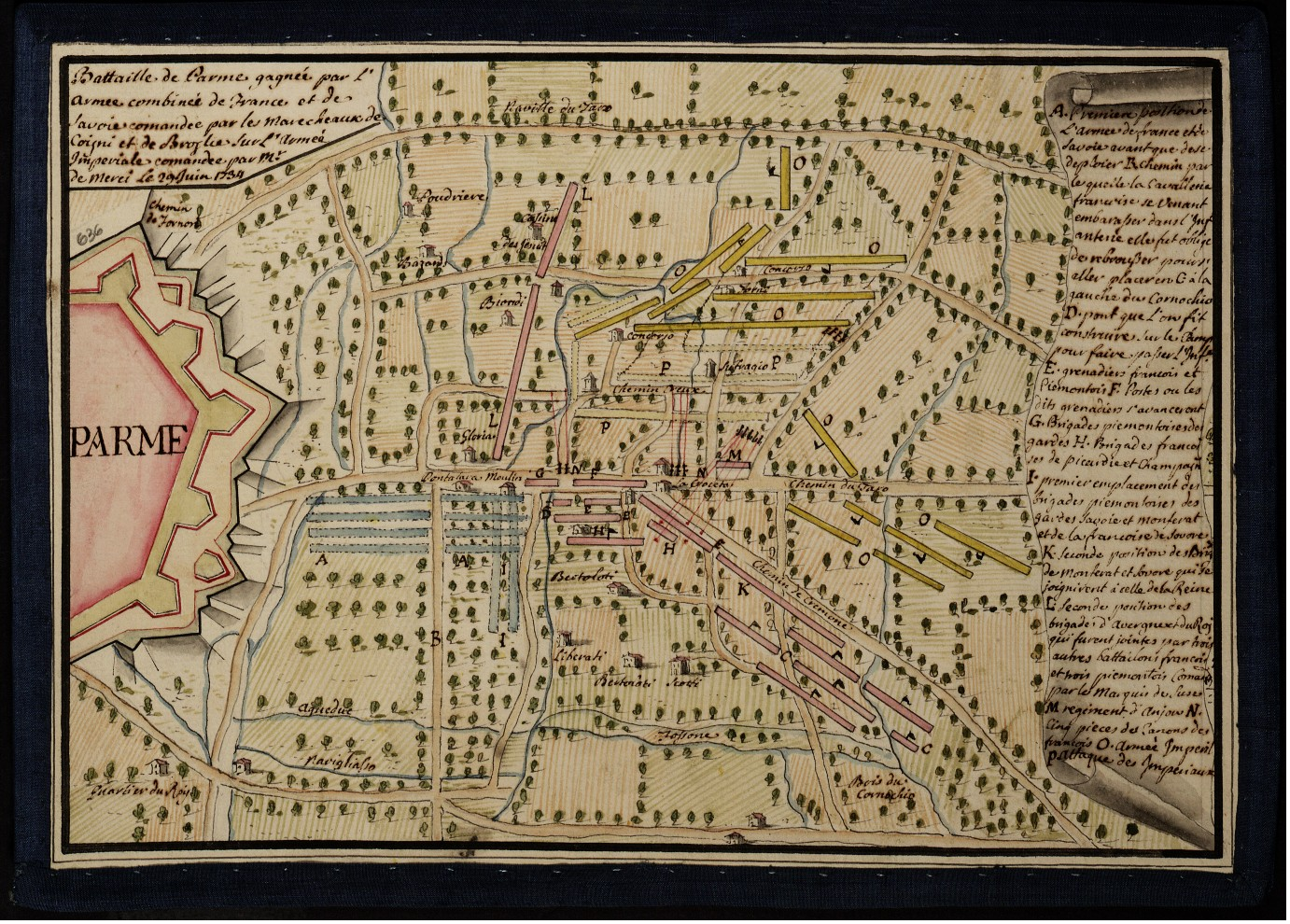
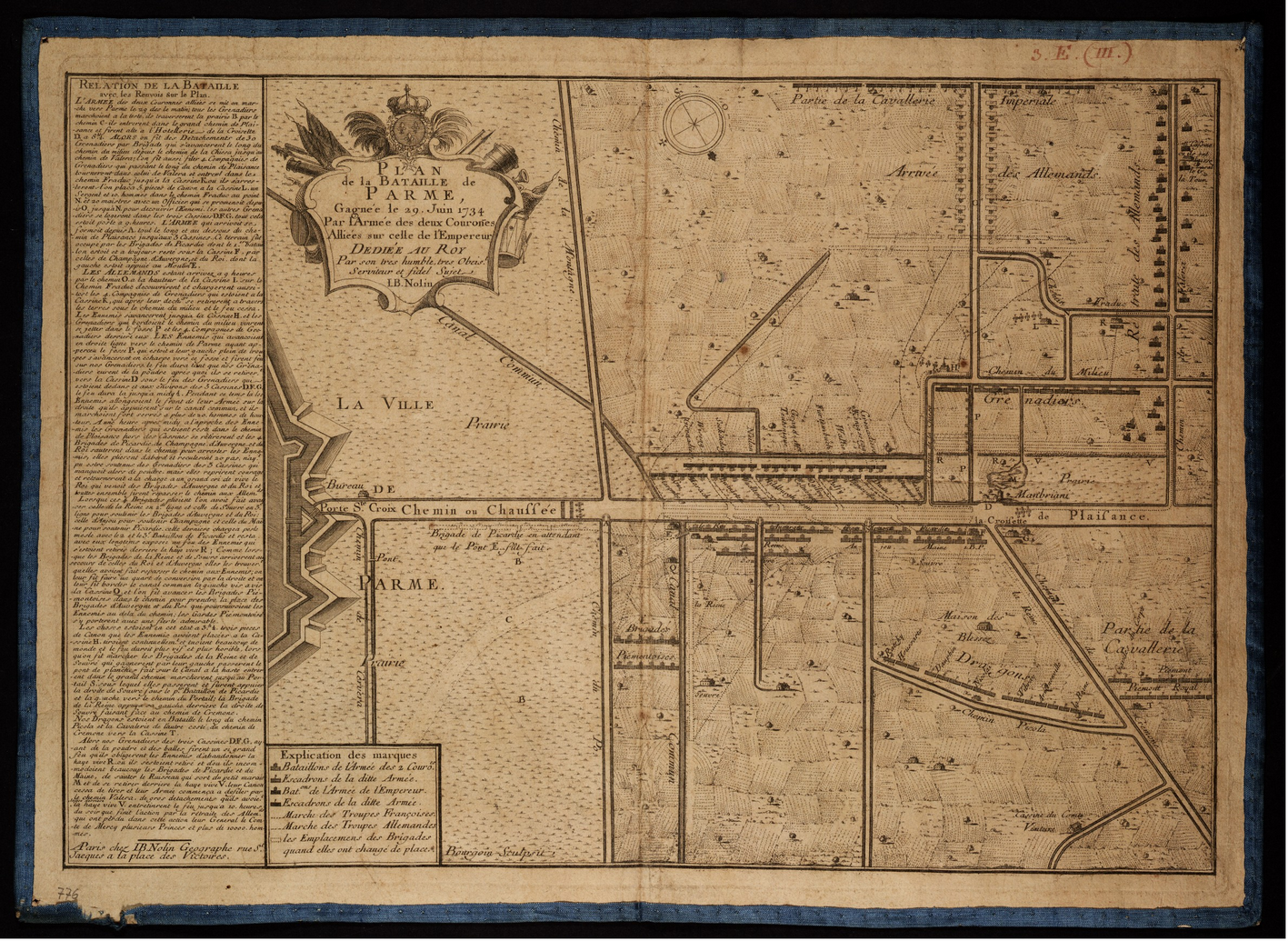
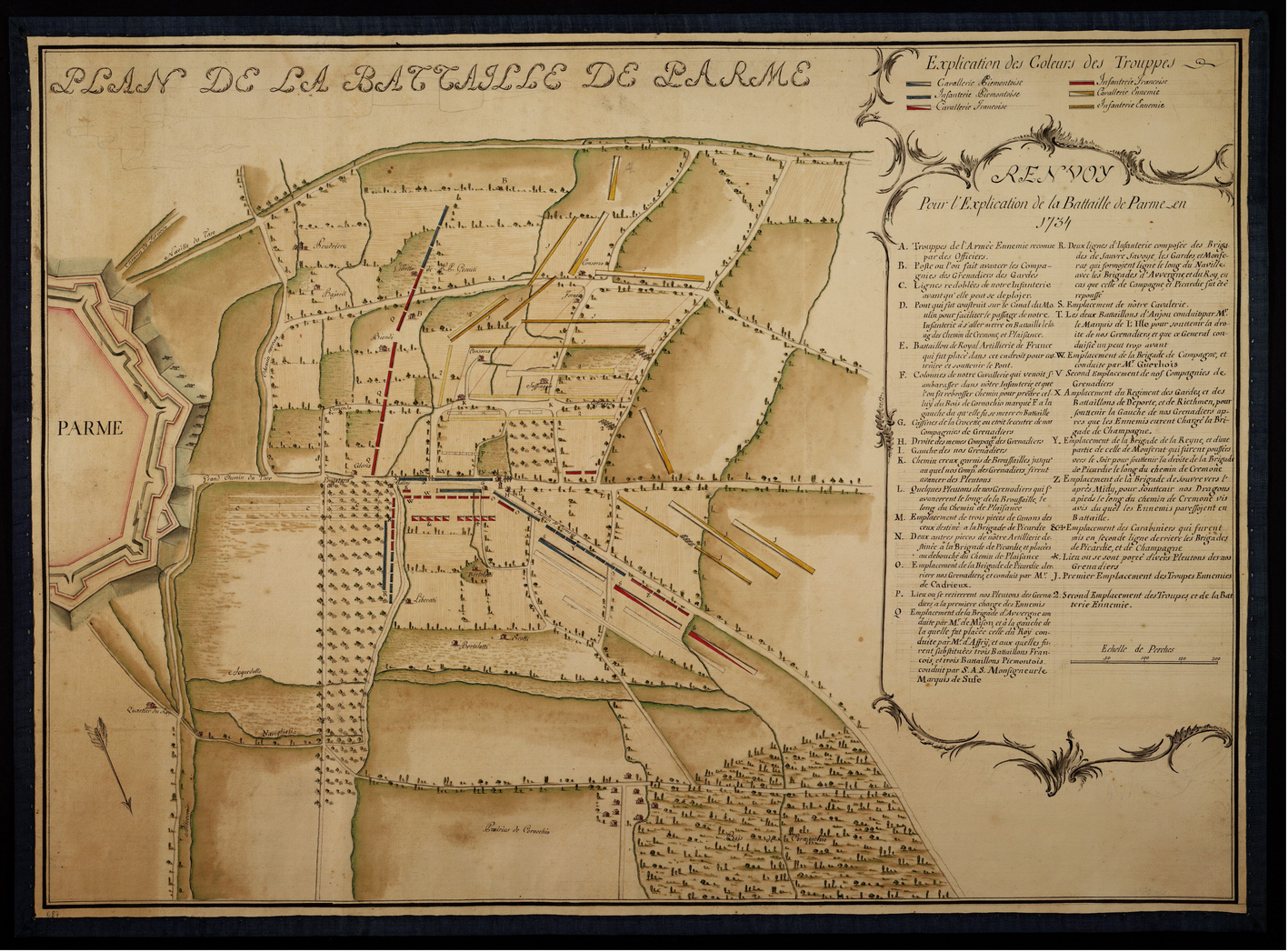
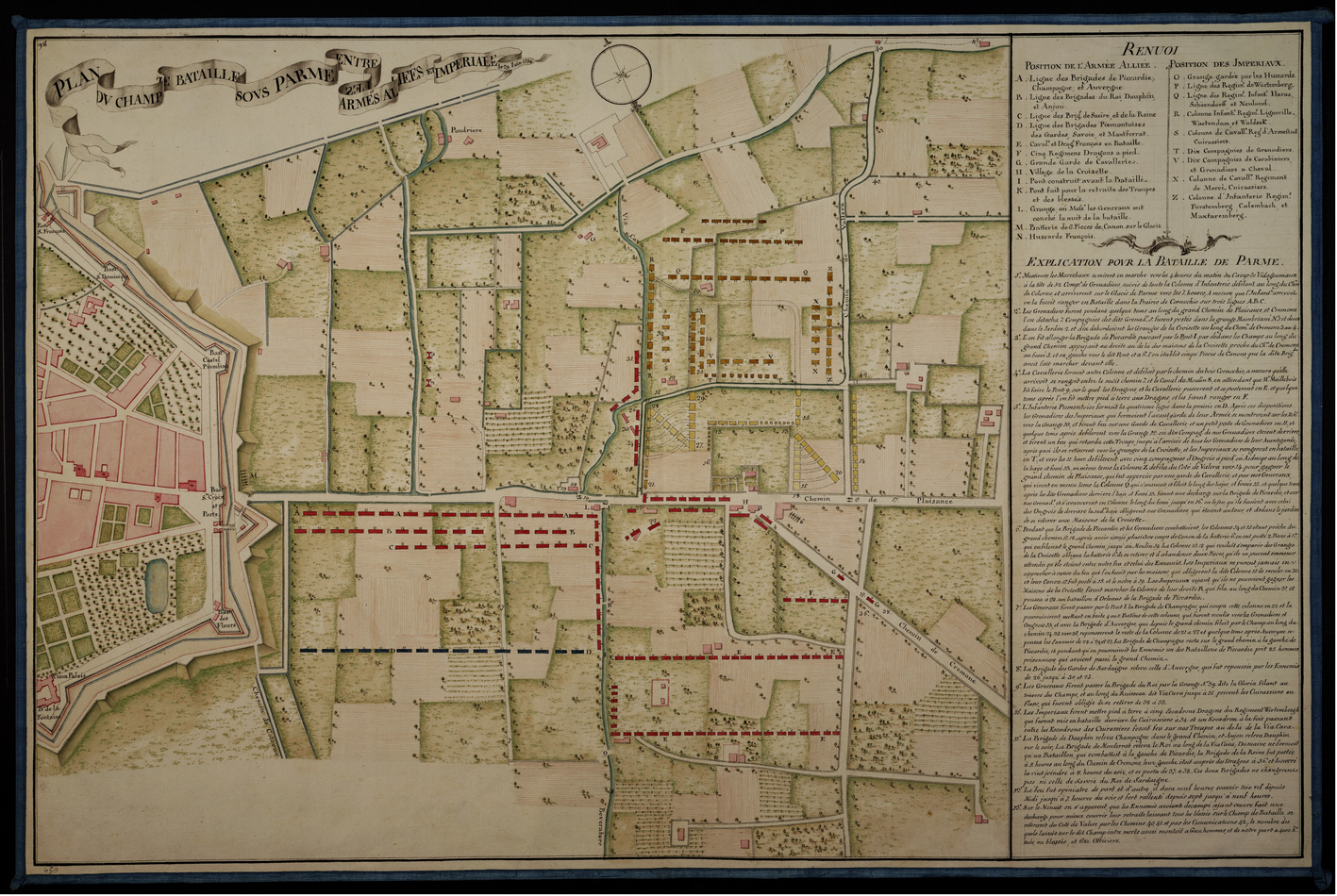

## Pertes
L'arme des hommes à pied est un fusil modèle 1730 de fabrication nationale et qui se décline en deux autres versions. Les plus utilisés sont le « modèle 1730 à la piémontaise » et le « modèle 1730 à l'allemande » identiques en dimension et calibre. 80 000 fusils furent produits.
Caractéristiques : 
- Calibre : 17,3 mm

Les Impériaux s’enfuirent laissant six-mille-cent-soixante-douze morts et blessés. Outre le maréchal de Mercy, quatre généraux périrent et cinq furent blessés ; de ces cinq, deux furent faits prisonniers et moururent à Parme. Il y eut de très nombreux déserteurs qui, par bande, se présentèrent au camp allié.
Les Français eurent cent-quatre officiers morts, quatre-cent-cinquante-deux officiers blessés, mille-cent-quarante-et-un soldats morts, deux-mille-trois cent-cinq soldats blessés. Les Piémontais, selon un document de la bibliothèque royale de Turin eurent, entre les troupes officielles et les partisans, trois-cent-vingt-quatre blessés et soixante-quinze morts, parmi ceux-ci douze officiers morts et quarante-et-un blessés.

## Conséquences de la bataille
Les alliés reprirent le terrain perdu jusqu'à la Secchia et ils s’emparèrent de Guastalla, de Reggio et de Modène. Le 20 juillet, Renaud d'Este, duc de Modène, s'était réfugié avec sa cour à Bologne.

## Goldoni témoin de la bataille
Présent à Parme le jour de la bataille, Goldoni raconte le sentiment des habitants de la ville de Parme dans son œuvre « Mémoires ». À l'arrivée des troupes autrichiennes, la population environnant Parme se réfugia dans la ville de peur des exactions que pouvaient commettre les Autrichiens. L'arrivée des troupes franco-sardes réconforta la population qui assista à la bataille depuis les murs de l'enceinte de la ville.

## Ordre de bataille

### Infanterie française
- Régiment de Picardie [3]
- Régiment de Provence
- Régiment de Champagne
- Régiment du Dauphin
- Régiment de La Reine
- Régiment d'Anjou[4]
- Régiment de Maine
- Régiment de Souvré
- Régiment d'Orléans
- Régiment de Condé
- Régiment de Bourbon
- Régiment de Rochechouart
- Régiment de La Sarre
- Régiment Royal-Roussillon
- Régiment de Saint-Simon
- Régiment de Médoc
- Régiment de Tessé
- Régiment de Montconseil
- Régiment de Foix
- Régiment de Quercy
- Régiment de La Ferté-Imbault
- Régiment de Flandre
- Régiment de Béarn
- Régiment de Forez
- Régiment de Nivernais
- Régiment de Luxembourg
- Régiment de Bassigny

### Cavalerie française
- Régiment de La Suze dragons
- Régiment du Dauphin dragons
- Régiment de La Reine dragons
- Régiment de Nicolaï dragons
- Régiment d'Armenonville dragons
- Régiment de Vibraye dragons
- Régiment d'Harcourt dragons
- Régiment de Rattzky hussards
- Régiment Royal-Piémont cavalerie
- Régiment Royal cavalerie
- Gardes du corps
- Régiment de Brissac cavalerie
- Régiment d'Anjou cavalerie

### Infanterie piémontaise
- 2 bataillons Shoulembourg
- le bataillon Tarentaise
- le bataillon Turin
- le bataillon Casal
- 2 bataillons Gardes
- 2 bataillons Montferrat
- 2 bataillons Savoie
- 2 bataillons Saluces
- 2 bataillons Fusiliers
- 2 bataillons des Portes
- 2 bataillons Rietman

### Infanterie autrichienne
- Regiment Wilczek[5]
- Regiment Alexander Württemberg[6]
- Regiment Pallfy[7]
- Regiment Harrach[8]
- Regiment Lignéville[9]
- Regiment Fürstenbusch[10]
- Regiment Culmbach[11]
- Regiment Jung-Wallis[12]
- Regiment Hildburghausen[13]
- Regiment Jung-Daun[14]
- Regiment Wachtendonk[15]
- Regiment Königsegg[16]
- Regiment Seckendorff[17]
- Regiment O'Nelly[18]
- Regiment Starhemberg[19]
- Regiment Waldeck[20]
- Regiment Aremberg[21]
- Regiment Schondorf
- Regiment Winnenden
- Regiment Nailau
- Regiment Gei
- Regiment Furtembach
- Regiment Weyregg
- Regiment Bornemisza
- Regiment Carpratico
- Regiment Collmono

### Cavalerie autrichienne
- „Regiment de Mercy Kürassiere“[22]
- „Regiment Armestadt Kürassiere“
- „Regiment Hessen-Darmstadt Kürassiere“[23]
- „Regiment Graf Hamilton Kürassiere“[24]
- „Regiment Hàrvor Husaren“[25]
- „Regiment Czungenberg Husaren“[26]
- „Regiment Tollet Dragoner“[27]
- Regiment Liechtenstein Dragoner[28]
- Regiment Herzog von Württemberg Dragoner[29]
- Regiment Althann Dragoner[30]
- Regiment Sachsen-Gotha Dragoner[31]

### Sources
- la battaglia di Parma Atti del Congresso Internazionale di Scienze Storiche, du Prof. Dott. Ludovico Oberziner (1906)
- Parma Édition Quaderni Parmensi, de Gianfranco Stella (1988)
- Parma e Vienna Édition Artegrafica Silva - Parma, de Adele Vittoria Marchi (1988)
- la battaglia di San Pietro Édition Aurea Parma, de Giancarlo Gonizzi (2004)